# ترور وایمارک
تِـرِوِر وایمارک (به انگلیسی: Trevor Whymark)؛ ۴ مهٔ ۱۹۵۰ – ۳۱ اکتبر ۲۰۲۴) بازیکن فوتبال اهل انگلستان بود که سابقهٔ بازی در تیم ملی فوتبال انگلستان را در کارنامهٔ خود دارد. وی در تاریخ ۱۲ اکتبر ۱۹۷۷ تنها بازی ملی خود را در مقابل تیم ملی فوتبال لوکزامبورگ انجام داد.
در ۳۱ اکتبر ۲۰۲۴، وایمارک در سن ۷۴ سالگی درگذشت.